# Kaihua
Kaihua léase Kái-Juá (en chino simplificado, 开化县; pinyin, Kāihuà xiàn) es un condado bajo la administración directa de la ciudad-prefectura de Quzhou. Se ubica en la provincia de Zhejiang, este de la República Popular China. Su área es de 2230 km² y su población total para 2010 fue más de 200 mil habitantes.

## Administración
El condado de Kaihua se divide en 14 pueblos que se administran en 8 poblados y 6 villas.